# Ammolabrus
Ammolabrus és un gènere de peixos de la família dels làbrids i de l'ordre dels perciformes.

## Taxonomia
- Ammolabrus dicrus (Randall i Carlson, 1997)[1][2][3][4]